# Список губернаторов Нью-Гэмпшира
Губернатор Нью-Гэмпшира (англ. Governor of New Hampshire) — глава исполнительной власти американского штата Нью-Гэмпшир и главнокомандующий вооружёнными силами штата. В отличие от многих других штатов, в которых Исполнительные советы носят исключительно консультативный характер, Исполнительный совет Нью-Гэмпшира строго контролирует власть губернатора. Совет из пяти человек имеет право вето на многие действия губернатора. Вместе губернатор и Исполнительный совет утверждают контракты на сумму 5000 долларов и более, одобряют помилование и назначают директоров и уполномоченных, судей, генерального прокурора и офицеров Национальной гвардии.
Нью-Гэмпшир наряду с Вермонтом один из двух американских штатов, где выборы губернаторов проводятся раз в два года, а не каждые четыре года; должностное лицо может добиваться переизбрания без ограничения. Губернатор избирается на всеобщих выборах в ноябре по чётным годам.
Нынешним 83-м по счёту губернатором является республиканка Келли Эйотт, вступившая в должность 9 января 2025 года.
В Нью-Гэмпширу, как и в ещё четырёх штатах (Аризона, Мэн, Орегон и Вайоминг) нет должности вице-губернатора.

## История
Первоначально глава штата Нью-Гэмпшир именовался президентом. Во время правления Джозайи Бартлетта должность была переименована в губернатора, хотя сама она осталась прежней.
С XVIII века (когда срок полномочий был всего один год) только два губернатора Нью-Гэмпшира отбыли более трёх сроков: Джон Линч, выигравший четвёртый двухлетний срок 2 ноября 2010 года, и Крис Сунуну, выигравший четвёртый двухлетний срок 8 ноября 2022 года. Дольше всех в истории губернатором штата был федералист Джон Тейлор Гилман, который занимал пост губернатора 14 лет (хотя и непоследовательно), с 1794 по 1805 и с 1813 по 1816 годы, и до Линча был последним губернатором, который проработал более шести лет.

## Отбор и квалификация
Чтобы иметь право занять должность губернатора, нужно быть зарегистрированным избирателем не моложе 30 лет и проживать в Нью-Гэмпшире не менее семи лет.

## Список президентов штата Нью-Гэмпшир
| # | Портрет | Президент     | Срок полномочий     | Срок полномочий     | Срок полномочий | Партия                 | Прим.                                      |
| # | Портрет | Президент     | Вступил в должность | Покинул должность   | Дни             | Партия                 | Прим.                                      |
| - | ------- | ------------- | ------------------- | ------------------- | --------------- | ---------------------- | ------------------------------------------ |
| 1 |         | Мешех Уир     | 15 июня 1776 года   | 1 июня 1785 года    | 3273            | Независимый            | Первый (неколониальный) глава Нью-Гэмпшира |
| 2 |         | Джон Лэнгдон  | 1 июня 1785 года    | 7 июня 1786 года    | 371             | Независимый            |                                            |
| 3 |         | Джон Салливан | 7 июня 1786 года    | 4 июня 1788 года    | 728             | Федералист             |                                            |
| 2 |         | Джон Лэнгдон  | 4 июня 1788 года    | 22 января 1789 года | 232             | Демократ-республиканец |                                            |
| 3 |         | Джон Салливан | 24 ноября 1788 года | 14 ноября 1791 года | 1085            | Федералист             |                                            |

## Список губернаторов штата Нью-Гэмпшир
Политические партии
| Федералисты | Демократы-республиканцы | Национал-республиканцы | Демократы | Виги | Незнайки | Республиканцы |
| ----------- | ----------------------- | ---------------------- | --------- | ---- | -------- | ------------- |
| 1           | 5                       | 1                      | 21        | 1    | 1        | 52            |

| #    | Портрет | Губернатор             | Срок полномочий      | Срок полномочий      | Срок полномочий | Партия                 | Прим. |
| #    | Портрет | Губернатор             | Вступил в должность  | Покинул должность    | Дни             | Партия                 | Прим. |
| ---- | ------- | ---------------------- | -------------------- | -------------------- | --------------- | ---------------------- | --- |
| 1    |         | Джозайя Бартлетт       | 5 июня 1790 года     | 5 июня 1794 года     | 1461            | Демократ-республиканец | Ушёл в отставку в 1794 году из-за ухудшения здоровья. |
| 2    |         | Джон Т. Гилман         | 5 июня 1794 года     | 6 июня 1805 года     | 4018            | Федералист             | Проиграл перевыборы |
| 3    |         | Джон Лэнгдон           | 6 июня 1805 года     | 8 июня 1809 года     | 1463            | Демократ-республиканец | |
| 6    |         | Джеремайя Смит         | 8 июня 1809 года     | 5 июня 1810 года     | 362             | Федералист             | |
| (2)  |         | Джон Лэнгдон           | 5 июня 1810 года     | 5 июня 1812 года     | 731             | Демократ-республиканец | |
| 7    |         | Уильям Плюмер          | 5 июня 1812 года     | 3 июня 1813 года     | 363             | Демократ-республиканец | |
| (5)  |         | Джон Т. Гилман         | 3 июня 1813 года     | 6 июня 1816 года     | 1099            | Федералист             | Отказался от переизбрания |
| (7)  |         | Уильям Плюмер          | 6 июня 1816 года     | 3 июня 1819 года     | 1092            | Демократ-республиканец | |
| 8    |         | Сэмюэл Белл            | 3 июня 1819 года     | 5 июня 1823 года     | 1463            | Демократ-республиканец | Отказался в 4-й раз баллотироваться на пост губернатора |
| 9    |         | Леви Вудбери           | 5 июня 1823 года     | 3 июня 1824 года     | 364             | Демократ-республиканец | |
| 10   |         | Дэвид Л. Моррил        | 3 июня 1824 года     | 7 июня 1827 года     | 1099            | Демократ-республиканец | |
| 11   |         | Бенджамин Пирс         | 7 июня 1827 года     | 5 июня 1828 года     | 364             | Демократ-республиканец | |
| 12   |         | Джон Белл              | 5 июня 1828 года     | 4 июня 1829 года     | 364             | Национал-республиканец | Проиграл перевыборы |
| (11) |         | Бенджамин Пирс         | 4 июня 1829 года     | 3 июня 1830 года     | 364             | Демократ-республиканец | |
| 13   |         | Мэттью Харви           | 3 июня 1830 года     | 28 февраля 1831 года | 270             | Демократ-республиканец | Ушёл в отставку чтобы принять назначение федеральным судьёй |
| И.о. |         | Джозеф М. Харпер       | 28 февраля 1831 года | 2 июня 1831 года     | 94              | Демократ-республиканец | Как президент Сената Нью-Гемпшира исполнял обязанности губернатора до окончания срока Харви. |
| 14   |         | Сэмюэл Динсмур         | 2 июня 1831 года     | 5 июня 1834 года     | 1099            | Демократ-республиканец | По окончании третьего срока ушёл из политики |
| 15   |         | Уильям Баджер          | 5 июня 1834 года     | 2 июня 1836 года     | 728             | Демократ-республиканец | |
| 16   |         | Айзек Хилл             | 2 июня 1836 года     | 5 июня 1839 года     | 1098            | Демократ-республиканец | |
| 17   |         | Джон Пейдж             | 5 июня 1839 года     | 2 июня 1842 года     | 1093            | Демократ-республиканец | |
| 18   |         | Генри Хаббард          | 2 июня 1842 года     | 6 июня 1844 года     | 735             | Демократ-республиканец | |
| 19   |         | Джон Х. Стил           | 6 июня 1844 года     | 4 июня 1846 года     | 728             | Демократ-республиканец | |
| 20   |         | Энтони Колби           | 4 июня 1846 года     | 3 июня 1847 года     | 364             | Виг                    | Занял второе место после демократа Джареда В. Уильямса, получив 32 % голосов против 48 % голосов Уильямса, был избран губернатором Генеральным советом, в котором большинство было у коалиции вигов, Партии свободы и независимых демократов. Проиграл перевыборы. |
| 21   |         | Джаред У. Уильямс      | 3 июня 1847 года     | 7 июня 1849 года     | 735             | Демократ               | |
| 22   |         | Сэмюэл Динсмур-мл.     | 7 июня 1849 года     | 3 июня 1852 года     | 1092            | Демократ               | Ушёл из политической жизни |
| 23   |         | Ноа Мартин             | 3 июня 1852 года     | 8 июня 1854 года     | 735             | Демократ               | |
| 24   |         | Натаниэль Бейкер       | 8 июня 1854 года     | 7 июня 1855 года     | 364             | Демократ               | Проиграл перевыборы |
| 25   |         | Ральф Меткалф          | 7 июня 1855 года     | 4 июня 1857 года     | 728             | Незнайка               | Вышел в отставку после завершения своего второго срока |
| 26   |         | Уильям Хейл            | 4 июня 1857 года     | 2 июня 1859 года     | 728             | Республиканец          | |
| 27   |         | Икабод Гудвин          | 2 июня 1859 года     | 6 июня 1861 года     | 735             | Республиканец          | |
| 28   |         | Натаниэль С. Берри     | 6 июня 1861 года     | 3 июня 1863 года     | 727             | Республиканец          | |
| 29   |         | Джозеф Э. Гилмор       | 3 июня 1863 года     | 8 июня 1865 года     | 736             | Республиканец          | |
| 30   |         | Фредерик Смит          | 8 июня 1865 года     | 6 июня 1867 года     | 728             | Республиканец          | |
| 31   |         | Уолтер Харриман        | 6 июня 1867 года     | 3 июня 1869 года     | 728             | Республиканец          | |
| 32   |         | Онслоу Стернз          | 3 июня 1869 года     | 8 июня 1871 года     | 735             | Республиканец          | По окончании второго срока ушёл из политики |
| 33   |         | Джемс А. Уэстон        | 8 июня 1871 года     | 6 июня 1872 года     | 364             | Демократ               | Проиграл перевыборы |
| 34   |         | Эзекил А. Стро         | 6 июня 1872 года     | 3 июня 1874 года     | 727             | Республиканец          | |
| (33) |         | Джемс А. Уэстон        | 3 июня 1874 года     | 10 июня 1875 года    | 372             | Демократ               | |
| 35   |         | Персон К. Чейни        | 10 июня 1875 года    | 7 июня 1877 года     | 728             | Республиканец          | |
| 36   |         | Бенджамин Ф. Прескотт  | 7 июня 1877 года     | 5 июня 1879 года     | 728             | Республиканец          | |
| 37   |         | Нэтт Хэд               | 5 июня 1879 года     | 2 июня 1881 года     | 728             | Республиканец          | Первый губернатор штата, избранный на двухлетний срок. По окончании срока вернулся в бизнес. |
| 38   |         | Чарльз Г. Белл         | 2 июня 1881 года     | 7 июня 1883 года     | 735             | Республиканец          | |
| 39   |         | Сэмюэл У. Хейл         | 7 июня 1883 года     | 4 июня 1885 года     | 728             | Республиканец          | По окончании срока ушёл из политики |
| 40   |         | Муди Керриер           | 4 июня 1885 года     | 2 июня 1887 года     | 728             | Республиканец          | |
| 41   |         | Чарльз Г. Sawyer       | 2 июня 1887 года     | 6 июня 1889 года     | 735             | Республиканец          | |
| 42   |         | Дэвид Х. Гуделл        | 6 июня 1889 года     | 8 января 1891 года   | 581             | Республиканец          | |
| 43   |         | Хайрем А. Таттл        | 8 января 1891 года   | 5 января 1893 года   | 728             | Республиканец          | Не сумев получить абсолютного большинства голосов, был избран губернатором Генеральной ассамблеей. По окончании срока вернулся в бизнес. |
| 44   |         | Джон Б. Смит           | 5 января 1893 года   | 3 января 1895 года   | 728             | Республиканец          | По окончании срока вернулся в бизнес. |
| 45   |         | Чарльз А. Бусил        | 3 января 1895 года   | 7 января 1897 года   | 735             | Республиканец          | |
| 46   |         | Джордж А. Рамсделл     | 7 января 1897 года   | 5 января 1899 года   | 728             | Республиканец          | |
| 47   |         | Фрэнк У. Роллинз       | 5 января 1899 года   | 3 января 1901 года   | 728             | Республиканец          | |
| 48   |         | Честер Б. Джордан      | 3 января 1901 года   | 1 января 1903 года   | 728             | Республиканец          | |
| 49   |         | Нейхем Дж. Бачелдер    | 1 января 1903 года   | 5 января 1905 года   | 735             | Республиканец          | |
| 50   |         | Джон Маклейн           | 5 января 1905 года   | 3 января 1907 года   | 728             | Республиканец          | |
| 51   |         | Чарльз М. Флойд        | 3 января 1907 года   | 7 января 1909 года   | 735             | Республиканец          | Не сумев получить абсолютного большинства голосов, был избран губернатором Генеральной ассамблеей. По окончании срока вернулся в бизнес. |
| 52   |         | Генри Б. Куинби        | 7 января 1909 года   | 5 января 1911 года   | 728             | Демократ               | По окончании срока ушёл из политик |
| 53   |         | Роберт П. Басс         | 10 января 1911 года  | 2 января 1913 года   | 723             | Республиканец          | |
| 54   |         | Сэмюэл Д. Фелкер       | 2 января 1913 года   | 1 января 1915 года   | 729             | Демократ               | Не сумев получить абсолютного большинства голосов, был избран губернатором Генеральной ассамблеей. Отказался баллотироваться на второй срок. |
| 55   |         | Ролланд Х. Сполдинг    | 1 января 1915 года   | 2 января 1917 года   | 732             | Республиканец          | Отказался баллотироваться на второй срок. |
| 56   |         | Генри У. Киз           | 2 января 1917 года   | 6 января 1919 года   | 734             | Республиканец          | Отказался баллотироваться на второй срок чтобы занять место в Сенате. |
| 57   |         | Джон Г. Бартлетт       | 6 января 1919 года   | 6 января 1921 года   | 731             | Республиканец          | Отказался баллотироваться на второй срок чтобы перейти на государственную службу в Вашингтоне. |
| 58   |         | Альберт О. Браун       | 6 января 1921 года   | 4 января 1923 года   | 728             | Республиканец          | |
| 59   |         | Фред Г. Браун          | 4 января 1923 года   | 1 января 1925 года   | 728             | Демократ               | Проиграл перевыборы |
| 60   |         | Джон Г. Винант         | 1 января 1925 года   | 6 января 1927 года   | 735             | Республиканец          | Проиграл перевыборы. |
| 61   |         | Хантли Н. Сполдинг     | 6 января 1927 года   | 3 января 1929 года   | 728             | Республиканец          | |
| 62   |         | Чарльз У. Тоби         | 3 января 1929 года   | 1 января 1931 года   | 728             | Республиканец          | Отказался баллотироваться на второй срок. |
| (60) |         | Джон Г. Винант         | 1 января 1931 года   | 3 января 1935 года   | 1463            | Республиканец          | В 1935 году возглавил Администрацию социального обеспечения США. |
| 63   |         | Стайлз Бриджес         | 3 января 1935 года   | 7 января 1937 года   | 735             | Республиканец          | На момент избрания был самым молодым губернатором страны. Не стал баллотироваться на второй срок чтобы занять место в Сенате. |
| 64   |         | Фрэнсис П. Мёрфи       | 7 января 1937 года   | 2 января 1941 года   | 1456            | Республиканец          | |
| 65   |         | Роберт О. Блад         | 2 января 1941 года   | 4 января 1945 года   | 1463            | Республиканец          | Проиграл праймериз |
| 66   |         | Чарльз М. Дейл         | 4 января 1945 года   | 6 января 1949 года   | 1463            | Республиканец          | Ушёл из политики после второго срока. |
| 67   |         | Шерман Адамс           | 6 января 1949 года   | 1 января 1953 года   | 1456            | Республиканец          | Руководил президентской кампанией Д. Эйзенхауэра 1952 года, после чего возглавил аппарат Белого дома. |
| 68   |         | Хью Грегг              | 1 января 1953 года   | 6 января 1955 года   | 735             | Республиканец          | |
| 69   |         | Лейн Двинелл           | 6 января 1955 года   | 1 января 1959 года   | 1456            | Республиканец          | |
| 70   |         | Уэсли Пауэлл           | 1 января 1959 года   | 3 января 1963 года   | 1463            | Республиканец          | Проиграл праймериз. |
| 71   |         | Джон У. Кинг           | 3 января 1963 года   | 2 января 1969 года   | 2191            | Демократ               | Третий по счёту губернатор-демократ за 88 лет и первый с тех пор, как Фред Г. Браун проиграл выборы 1924 года. После третьего срока стал сенатором США. |
| 72   |         | Уолтер Р. Питерсон-мл. | 2 января 1969 года   | 4 января 1973 года   | 1463            | Республиканец          | Проиграл праймериз. |
| 73   |         | Мелдрим Томсон-мл.     | 4 января 1973 года   | 4 января 1979 года   | 2191            | Республиканец          | Проиграл, баллотируясь на четвёртый срок. |
| 74   |         | Хью Галлен             | 4 января 1979 года   | 29 декабря 1982 года | 1455            | Демократ               | Проиграл выборы на третий срок и умер незадолго до инаугурации своего преемника. |
| И.о. |         | Веста М. Рой           | 29 декабря 1982 года | 6 января 1983 года   | 8               | Республиканец          | Как президент Сената Нью-Гемпшира исполняла обязанности губернатора до окончания срока Галлена. Первая женщина в истории штата, занявшая пост президента Сената и исполнявшая обязанности губернатора.                                                             |
| 75   |         | Джон Г. Сунуну         | 6 января 1983 года   | 4 января 1989 года   | 2190            | Республиканец          | Первым губернатор Нью-Гэмпшира арабо-американского происхождения |
| 76   |         | Джадд Грегг            | 4 января 1989 года   | 2 января 1993 года   | 1459            | Республиканец          | Ушёл в отставку чтобы занять место в Сенате США. |
| И.о. |         | Ральф Д. Хаф           | 2 января 1993 года   | 7 января 1993 года   | 5               | Республиканец          | Как президент Сената Нью-Гемпшира исполнял обязанности губернатора до окончания срока Грегга. |
| 77   |         | Стив Меррилл           | 7 января 1993 года   | 9 января 1997 года   | 1463            | Республиканец          | Отказался баллотироваться на третий срок, сославшись на семейные обязательства. |
| 78   |         | Джинн Шейхин           | 9 января 1997 года   | 9 января 2003 года   | 2191            | Демократ               | Первая в истории Нью-Гемпшира женщина, избранная губернатором штата. |
| 79   |         | Крейг Бенсон           | 9 января 2003 года   | 6 января 2005 года   | 728             | Республиканец          | Проиграл перевыборы (второй случай за 78 лет, когда действующему губернатору Нью-Гэмпшира было отказано во втором сроке). |
| 80   |         | Джон Линч              | 6 января 2005 года   | 3 января 2013 года   | 2919            | Демократ               | Первый за 200 лет губернатор Нью-Гэмпшира, который оставался на своём посту более шести лет. Отказался баллотироваться на пятый срок. |
| 81   |         | Мэгги Хассен           | 3 января 2013 года   | 3 января 2017 года   | 1461            | Демократ               | Первый с 1850-х годов случай, когда демократ сменил демократа на посту губернатора штата. Ушла в отставку чтобы занять место в Сенате США. |
| И.о. |         | Чак Морс               | 3 января 2017 года   | 5 января 2017 года   | 2               | Республиканец          | Как президент Сената Нью-Гемпшира исполнял обязанности губернатора до окончания срока Хассен. |
| 82   |         | Крис Сунуну            | 5 января 2017 года   | 9 января 2025 года   | 2926            | Республиканец          | |
| 82   |         | Келли Эйотт            | 9 января 2025 года   | Действующая          | 190             | Республиканка          | |